# Делич
Делич (њем. Delitzsch) град је у њемачкој савезној држави Саксонија. Једно је од 36 општинских средишта округа Сјеверна Саксонија. Према процјени из 2010. у граду је живјело 26.958 становника. Посједује регионалну шифру (AGS) 14730070.

## Географски и демографски подаци
Делич се налази у савезној држави Саксонија у округу Сјеверна Саксонија. Град се налази на надморској висини од 94 метра. Површина општине износи 83,6 km². У самом граду је, према процјени из 2010. године, живјело 26.958 становника. Просјечна густина становништва износи 323 становника/km².

## Међународна сарадња
| Мјесто   | Држава    | Врста сарадње | Од    |
| -------- | --------- | ------------- | ----- |
| Раковник | Чешка     | контакт       | 1966. |
|          | Француска | партнерство   | 2005. |
| Извор    |           |               |       |